# Centrale hydroélectrique de Skorge
La centrale hydroélectrique de Skorge (en norvégien : Skorge kraftverk ou Skorge kraftstasjon) est une centrale hydroélectrique située dans la commune de Stad, dans le comté de Vestland, en Norvège,. Une partie de son bassin versant se trouve dans la commune de Vanylven.
Elle utilise une chute de 350 mètres entre son réservoir de prise d’eau à Skorgevatnet (lac Skorge) et le Kjødspollen (baie de Kjøde). La centrale fonctionne avec une capacité installée de 1,9 MW à l’aide d’une turbine Pelton, sa production annuelle moyenne est d’environ 6 GWh. Elle appartient à Sogn og Fjordane Energi. Elle est entrée en service en 1936.